# アルフォンス・アレー
アルフォンス・アレー（Alphonse Allais, 1854年10月20日 - 1905年10月28日）は、フランスの作家。姓のカタカナ表記はアレとも。

## 経歴
フランスノルマンディー地方カルヴァドス県の港町オンフルールに薬局を営む両親のもとに生まれる。アレーは先生からの質問に必ず冗談で答えるような冗談好きの子供だったが、成績は優秀で16歳の時に理系大学へ進学するバカロレアを取得し、パリの大学へ進学している。その後は実家の薬局を継ぐために薬剤師の見習いを始めるも冗談好きの性格が災いし、客に適当な薬の処方を行ったり冗談半分のアドバイスを与えるなどしたためアレーは追い出されてしまい、軍隊へ志願兵として入隊した。兵役を終えたアレーはパリの大学へ戻るが、今度は薬剤師の勉強そっちのけで文学へ傾倒する。週刊誌「黒猫」や日刊紙「ジュルナル」などへ毎週、短編コントを投稿し始め、これが好評を博しコント作家としての人生を歩む。アレーが生涯で発表したコントや短編は1,500を超えると言われる。

## 評価など
アレーのコントや詩は、それまで英国的とされてきたユーモア、ブラックユーモアをフランスで受け入れさせたと言われる。シュルレアリスム宣言で有名な同郷の詩人アンドレ・ブルトンは、アレーを「エスプリへのテロリズム」と評した。
日本では雑誌新青年や、河盛好蔵、澁澤龍彦らのフランス文学者によって紹介された。フランス語でなくては分からない駄洒落や押韻、そして当時のフランスの政治に根ざしたコントが多いため、翻訳が難しいと言われる。

## 和訳作品
- 悪戯の愉しみ（山田稔訳、みすず書房「大人の本棚」 2005年3月）ISBN 978-4622080565

旧版は1975年に出帆社。1987年に福武文庫。新訳作品を加えた増訂版。